# Ронкетти-Монтевити, Стефано
Стефано Ронкетти-Монтевити (итал. Stefano Ronchetti-Monteviti; 1814, Асти — 1882, Казале-Монферрато) — итальянский композитор и музыкальный педагог.
Учился в Милане у Бенедетто Нери. С 1850 г. преподавал в Миланской консерватории контрапункт, а с 1878 г. и почти до конца жизни занимал пост директора. Среди учеников Ронкетти-Монтевити были, в частности, Арриго Бойто, Джакомо Пуччини, Витторио Ванзо и Иван Зайц. Как композитор Ронкетти-Монтевити преимущественно посвятил себя церковной музыке; его единственная опера, «Перголези», поставленная в Ла Скала в 1857 году, успеха не имела. Определённой популярностью пользовался созданный им в 1849 г. патриотический Национальный гимн на слова Джулио Каркано, стилистически близкий оперным образцам.